# Hindasah
Hindasah war ein ägyptisches Längenmaß.
- 1 Hindasah = 0,656 Meter